# 漢程客運
漢程汽車客運股份有限公司（英語：Han-Cheng Bus Traffic Company Limited），簡稱漢程客運，為2013年成立之高雄市公車業者，主要接續原高雄市公共汽車管理處釋出之部分路線，為台灣愛巴士交通聯盟成員之一，並首創於所有路線車輛內提供免費Wi-Fi服務(2016年起陸續開始轉換4G WIFI服務)。目前以原高雄市公共汽車管理處金獅湖調度站為調度場站。

## 沿革
- 2013年12月15日，承接原公車處金獅湖站的所有路線。營運至今，也成為高雄市公車增班最多的客運業者之一[2][3][4]。
- 2016年12月30日，正式投入2輛電動公車營運，成為高雄市第三家引進電動公車之業者[5]。
- 2019年12月5日，加入大台南公車經營行列，成為臺南市第四家客運業者[6][7][8]。

## 站場資訊
| 站名       | 備註                     |
| 金獅湖站   |                          |
| 新營轉運站 | 由臺南市政府委託經營     |
| 仁德轉運站 | 與府城客運、國光客運共用 |

## 營運路線

### 高雄市公車
| 路線色              | 路線            | 起點         | 終點 | 備註 |
| ------------------- | --------------- | ------------ | --- | --- |
|                     | 33              | 金獅湖站     | 捷運鹽埕埔站 | - 經高醫、高雄車站（九如路）、台鐵三塊厝站、中央公園、高雄女中。 - 6:33班次繞駛後備指揮部。 - 全線行駛電動低地板無障礙公車。 - 2024年8月19日起回歸接駛。                                                             |
| 72                  | 金獅湖站        | 中正高工     | - 經榮總、高雄車站、文化中心、新崛江、中央公園。 - 全線行駛電動低地板無障礙公車。 | |
| 76                  | 金獅湖站        | 三山國王廟   | - 例假日停駛。 - 經三民高中、本館里、科工館、台鐵科工館站、文化中心、新崛江、中央公園、大立百貨、歷史博物館。 - 平日有6:25 8:35 16:05三班次可替代昌福幹線。 - 全線行駛電動低地板無障礙公車。                         | |
|                     | 昌福幹線 （77） | 金獅湖站     | 三山國王廟 | - 經科工館、台鐵科工館站、文化中心、新崛江、中央公園、大立百貨、歷史博物館。 - 全線行駛電動低地板無障礙公車。 |
| 昌福幹線 （77）區間 | 金獅湖站        | 高雄女中     | - 例假日停駛。 - 經三民高中、科工館、台鐵科工館站、文化中心、新崛江、中央公園。 - 全線行駛電動低地板無障礙公車。 | |
| 自由幹線 （92）     | 金獅湖站        | 高雄車站     | - 經文藻外語大學、新莊高中、高鐵左營站、自由黃昏市場、高醫。 - 全線行駛電動低地板無障礙公車。 | |
|                     | 168東           | 金獅湖站     | 金獅湖站 | - 時間調整點：愛之船國賓站。 - 順時鐘行駛：經漢神巨蛋、愛河、中都、美術館、漢神百貨、四維行政中心、高雄師範大學(和平校區)、科工館、台鐵科工館站。 - 全線行駛電動低地板無障礙公車。 - 2024年5月11日取消環狀幹線名稱。 |
| 168東 區間          | 金獅湖站        | 金獅湖站     | - 時間調整點：捷運鹽埕埔站（大仁路）。 - 經高雄高工、科工館、台鐵科工館站、漢神百貨、台鐵三塊厝站、高雄女中。 - 全線行駛電動低地板無障礙公車。 - 2024年5月11日取消環狀幹線名稱。                                     | |
| 168西               | 金獅湖站        | 金獅湖站     | - 時間調整點：愛之船國賓站。 - 順時鐘行駛：經漢神巨蛋、愛河、中都、美術館、漢神百貨、四維行政中心、高雄師範大學(和平校區)、科工館、台鐵科工館站。 - 全線行駛電動低地板無障礙公車。 - 2024年5月11日取消環狀幹線名稱。 | |
| 168西 區間          | 金獅湖站        | 金獅湖站     | - 時間調整點：捷運鹽埕埔站（大仁路）。 - 經高雄高工、科工館、台鐵科工館站、漢神百貨、台鐵三塊厝站、高雄女中。 - 全線行駛電動低地板無障礙公車。 - 2024年5月11日取消環狀幹線名稱。                                     | |
|                     | 紅30            | 澄清湖棒球場 | 高雄車站 | - 例假日停駛。 - 經長庚醫院、正修科技大學、高雄科技大學(建工校區)、高雄高工、高雄醫學大學、台鐵三塊厝站、高雄中學。 - 2020年3月16日正式接駛。 - 全線行駛電動低地板無障礙公車。                                       |
| 紅31                | 金獅湖站        | 高雄車站     | - 經三民高中、本館里、育英醫專、高雄科技大學(建工校區)、高雄高工、高雄醫學大學、台鐵三塊厝站、高雄中學。 - 2020年3月16日正式通車。 - 全線行駛電動低地板無障礙公車。                                                  | |
| 紅35                | 金獅湖站        | 捷運凹子底站 | - 經婦幼醫院、美術館、左營南站、蓮池潭、警廣、榮總、文藻外語大學。 - 部分班次繞駛崇實社區。 - 全線行駛電動低地板無障礙公車。                                                                                         | |
| 紅62A               | 捷運凹子底站    | 仁武高中     | - 經漢神巨蛋、榮總、八卦寮、仁武區公所。 - 2022年9月1日正式通車。 - 全線行駛電動低地板無障礙公車。 | |
| 紅62B               | 高鐵左營站      | 大社區公所   | - 經榮總、八卦寮、仁武區公所。 - 2024年6月29日正式通車。 - 全線行駛電動低地板無障礙公車。 | |
|                     | 黃1             | 忠誠路口     | 輕軌旅運中心站 | - 經澄清湖棒球場、長庚醫院、高雄科技大學(建工校區)、捷運信義國小站、新光三越、捷運三多商圈站、輕軌旅運中心站。 - 全線行駛電動低地板無障礙公車。                                                                      |

### 大台南公車
| 路線色 | 路線       | 起點             | 終點 | 備註 |
| ------ | ---------- | ---------------- | --- | --- |
|        | 111        | 小西門（西門路） | 高雄國際航空站 | - 台灣好行臺南小港機場線。 - 經臺南轉運站、香格里拉飯店、臺南文化中心、台糖長榮酒店、台86線、國道一號。 |
| H31    | 高鐵台南站 | 永華市政中心     | - 經小西門、建興國中、延平郡王祠、大林新城、臺南航空站、奇美博物館。 - 部分班次行駛低地板無障礙公車。 - 2023年8月15日正式接駛。 | |
|        | 橘9        | 佳里站           | 高鐵嘉義站 | - 經佳里興、學甲、台84線、國道一號、新營轉運站、台82線。 - 全線行駛電動低地板無障礙公車。               |
| 橘9-1  | 佳里站     | 高鐵嘉義站       | - 經麻豆轉運站、國道一號、新營轉運站、台82線。 - 全線行駛電動低地板無障礙公車。                                                 | |
| 橘13   | 臺南轉運站 | 麻豆轉運站       | - 經國道一號、小東路。 - 2022年4月20日正式通車。 - 全線行駛電動低地板無障礙公車。                                               | |
| 橘14   | 麻豆轉運站 | 陽光大道         | - 例假日停駛。 - 經國道一號、南科實中。 - 2022年4月20日正式通車。 - 全線行駛電動低地板無障礙公車。                              | |

## 使用車輛

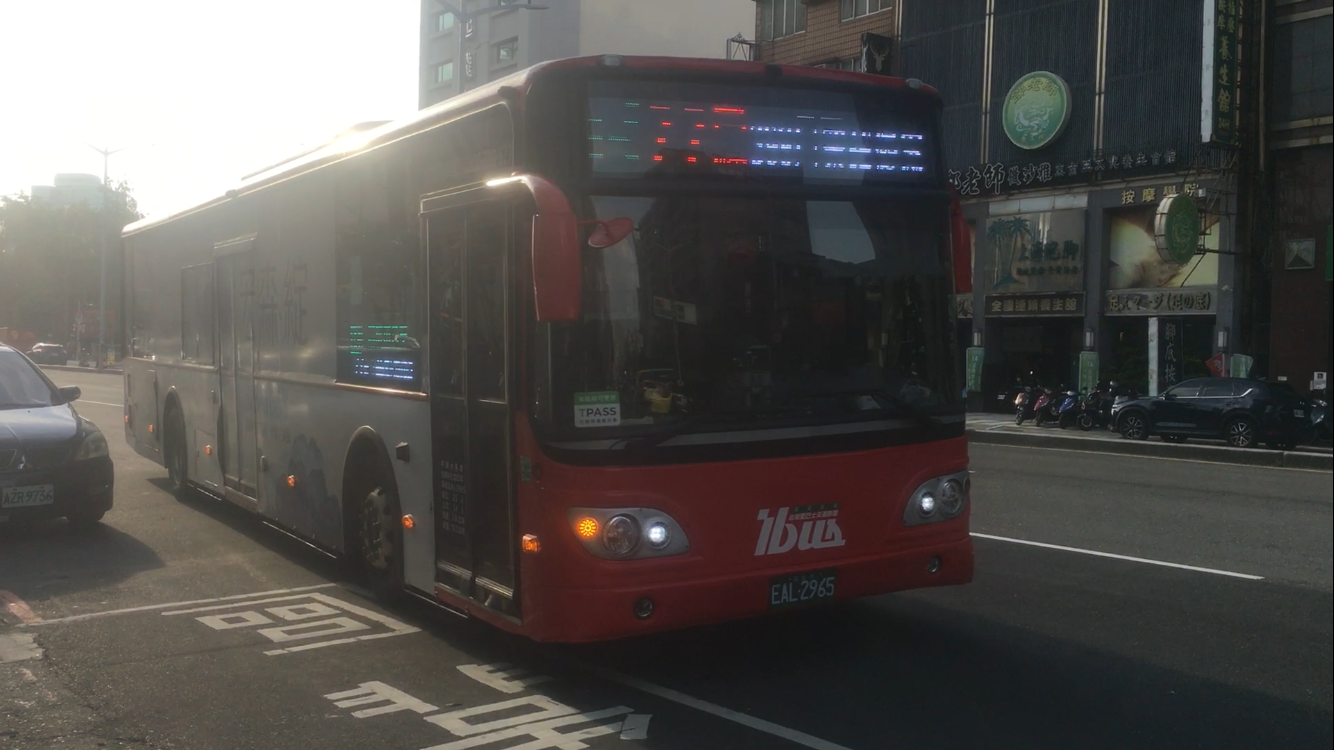
成運電巴
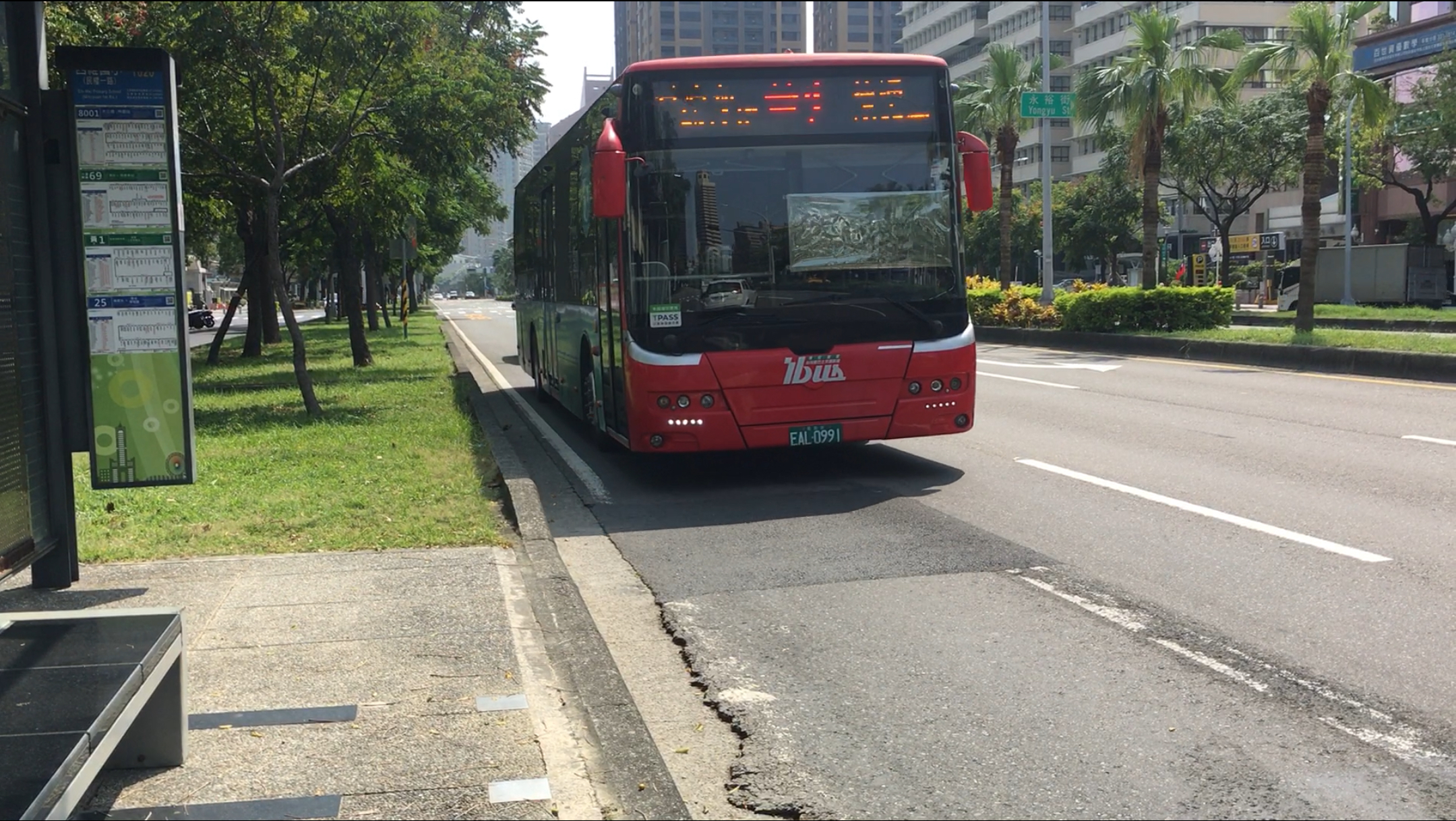
金旅電巴

## 關係企業
- 台灣愛巴士交通聯盟
- 亞通客運
- 中鹿客運
- 巨業交通
- 全航客運
- 漢程客運
- 仁友通運

## 可使用之電子票證
- 一卡通（一卡通公司發行之電子票證智慧卡）
- 悠遊卡（悠遊卡公司發行之電子票證智慧卡）
- 愛金卡（icash2.0，愛金卡公司發行之電子票證智慧卡）

## 付費方式及費用
大台南公車
- 幹支線公車：
  - 現金：基本票價全票26元，半票13元起跳，於上車投幣（不找零）。
  - 電子票證：持電子票證（一卡通、悠遊卡、icash 2.0）搭乘幹支線公車享有8公里免費優惠（基本票價0元）。2小時內由市區公車（含幹支線公車）、台鐵轉乘，除幹支線公車8公里免費優惠外，另可享9元之轉乘優惠。
  - 電子支付：橘9、橘9-1路可使用LINE Pay Money搭乘，上下車皆須掃碼。
- H31高鐵快捷公車：
  - 現金：一段票全票18元，半票9元，二段票全票36元，半票18元，於上車投幣（不找零）。二段票分段點：奇美博物館。
  - 電子票證：可持電子票證（一卡通、悠遊卡、icash 2.0）搭乘，但不適用大台南公車任何票價及轉乘優惠。
  - 高鐵乘客持有高鐵相關票根免費搭乘（不用刷卡），其餘乘客依現有制度上下車刷卡收費。
- 111機場快線：
  - 現金：單程300元，於上車投幣（不找零）。
  - 電子票證：暫不開放持電子票證乘車。
  - 信用卡：111路可事先在台南輕鬆遊網上購票，並使用信用卡支付，單程全票300元、優惠票150元（限中華民國國民並符合條件者購買優惠票），來回票540元。

高雄市公車
- 投幣
  - 全票：12元、半票：6元(一段)
- 電子票證
  - 一卡通：普卡：12元、學生卡10元(限效期內含照片的數位學生證以及高雄學生認同卡)、敬老卡／博愛卡／仁愛卡：免費。(8公里/段)
  - 悠遊卡：普卡／學生卡：12元、優待票：6元(8公里/段)
  - 106年1月1日起里程段次計費，當日收費上限為兩段票。
  - 2小時內由高雄捷運直接轉乘，可享3元轉乘優惠。
  - 1小時內由YouBike 2.0直接轉乘，可享5元轉乘優惠。

## 重要事件

### 2013年
- 2013年12月 開始試營運。

### 2014年
- 2014年4月 開始提供市區公車免費wifi。
- 2014年8月1日 受到2014年臺灣高雄氣爆事故影響，72、環狀168幹線改道行駛，目前已全線恢復行駛路線。
- 2014年9月12日 第一批購買車輛宇通客車ZK6118HGA送抵金獅湖站，於隔周後正式上路。
- 2014年12月 再次購買原高雄市公車處車輛（現已換牌為211-FT、212-FT、213-FT）。

### 2015年
- 2015年1月6日 試辦 0南、0北、33、72、77、168環狀幹線、紅35 17:05班次由三民高中發車。
- 2015年9月2日 美濃社區庄頭巴士通車。
- 2015年12月 停止3G wifi服務，試辦部分4G wifi。

### 2016年
- 2016年5月 引進一台宇通ZK6128HG（車號069-V3）。
- 2016年12月 引進五台宇通ZK6128HG（車號101-V3~106-V3）。
- 2016年12月30日 引進二台金旅客車XML6125JEV電動公車（車號197-FV~198-FV）上路營運。

### 2017年
- 2017年1月 接駛82路。
- 2017年1月1日 實施里程段次計費。
- 2017年3月 引進兩台宇通ZK6128HG（車號108-V3~109-V3）。

### 2018年
- 2018年9月7日 3台成運汽車Master MB120NS(五期)（車號KKA-9027~KKA-9029）低底盤公車上路營運。
- 2018年10月14日 接駛紅25路。
- 2018年11月 引進12台金旅XML6125JEV電動公車（車號EAL-0979~EAL-0991），用於黃1路線。
- 2018年12月1日 黃1路正式通車，全線採用電動公車營運。

### 2019年
- 2019年2月22日 92路新增「林森路口」站。
- 2019年2月28日 紅35路新增「重信博愛路口站（福山國中）」站。
- 2019年5月17日 黃1路新增「成功國小」、「實踐大學（高雄城區中心）」站。
- 2019年7月13日 黃1路增加延駛路線，新增「輕軌高雄展覽館(新光碼頭)」、「高雄展覽館」、「輕軌軟體園區」、「正勤路」、「正勤社區(正勤路)」、「中華復興路口」、「中華五路」、「新光三越路口(圖書總館)」、「三多四路」站。
- 2019年8月21日 92、紅25路新增「臺鐵三塊厝站(自立路)」站。
- 2019年8月28日 168東/西、0南/北、76、77路新增「臺鐵科工館站」站。
- 2019年11月1日 紅25路改線行駛中華路，十全路及自立路上站位裁撤。
- 2019年12月5日 大台南公車橘9線正式通車。

### 2020年
- 2020年1月15日 大台南公車111路（臺南-小港機場）快線正式通車。
- 2020年3月1日 美濃區庄頭巴士結束服務，移交給高雄客運繼續經營。
- 2020年3月16日 接駛紅30路，紅31路一併正式通車。
- 2020年5月1日 大台南公車橘9線調整發車至「佳里站」，並拆分為橘9及橘9-1兩條路線營運。
- 2020年5月18日 黃1路返程新增「四維永泰路口」站。
- 2020年6月1日 紅25路新增繞駛十全路路線。
- 2020年8月29日 82路假日取消延駛「捷運西子灣站」。
- 2020年8月31日 0北、0南、33、紅25路新增「臺鐵三塊厝站(中華路)」站。
- 2020年9月19日 紅35B路停駛，紅35則不再行駛九如四路、明誠四路並取消部分停靠站位。
- 2020年12月25日 新營轉運站試營運，大台南公車橘9線、橘9-1線新增「新營轉運站」。

### 2021年
- 2021年2月26日 12台金旅XML6925JEV（車號EAL-0998~EAL-1000、EAL-2801~EAL-2810）低底盤電動公車上路營運。
- 2021年3月1日 紅30路區間車停駛，紅31路新增「大裕路」、「本館里」、「昌福街口」、「本館里活動中心」、「建工市場」站，取消停靠「大豐一路口」站。
- 2021年3月24日 大台南公車橘9線新增「營頂」站。
- 2021年4月20日 2台金旅XML6125JEV（車號EAA-721~EAA-722）低底盤電動公車上路營運。
- 2021年5月7日 8台金旅XML6925JEV（車號EAL-2839、EAL-2850~EAL-2857）低底盤電動公車上路營運。
- 2021年6月1日 黃1路延駛路線停駛。
- 2021年12月20日 紅35路新增「臺鐵內惟站（中華一路）」站。

### 2022年
- 2022年3月1日 紅31路新增「金獅湖站」、「金鼎路」、「三民高中（金鼎路）」站。
- 2022年4月20日 大台南公車橘13線、橘14線正式通車。
- 2022年7月1日 紅25路、紅25繞停駛，由公車式小黃接駛。
- 2022年8月29日 82路停駛，由統聯客運代駛。
- 2022年9月1日 紅62路正式通車，6台金旅XML6125JEV（車號EAL-2900~EAL-2906）低底盤電動公車上路營運。
- 2022年10月20日 33路停駛，由高雄客運接駛。

### 2023年
- 2023年1月17日 28台成運MB120NSE（車號EAL-2907~EAL-2937）低底盤電動公車陸續上路營運。
- 2023年2月13日 大台南公車橘14線新增「蓮潭里」、「陽光大道」站。
- 2023年4月10日 接駛大台南公車77路。
- 2023年4月11日 0南、0北停駛，新增168東區間及168西區間。
- 2023年4月14日 大台南公車橘14線調整為平常日行駛，例假日停駛。
- 2023年7月3日 大台南公車77路新增「平實公園停車場」、「後甲公園」、「虎尾寮重劃區」、「嘉南療養院（裕忠路）」、「仁德轉運站」站。
- 2023年8月15日 接駛臺南高鐵快捷公車H31路。
- 2023年8月30日 72B停駛。
- 2023年8月30日 92路改由金獅湖站發車，經高鐵左營站行駛至復興一路折返。
- 2023年8月30日 20台成運MB120NSE（車號EAL-2938~EAL-2939、EAL-2950~EAL-2969）低底盤電動公車陸續上路營運。
- 2023年9月26日 大台南公車77路裁撤「中正海安路口」、「神農街」、「南紡購物中心（東光路）」站，新增「河樂廣場（金華路）」、「協進國小（金華路）」、「南紡購物中心」站。

### 2024年
- 2024年3月18日 92路裁撤「復興一路」站，新增「高雄車站（站東路）」、「大連街口」站。
- 2024年4月12日 大台南公車77路新增「台南市召會」站。
- 2024年5月6日 大台南公車77路新增「康樂街口」站。
- 2024年5月11日 168東/西（含區間）取消環狀幹線名稱，並調減班次。
- 2024年6月29日 紅62路新增B線，由高鐵左營站至大社區公所。
- 2024年8月3日 18台華德RACE150（車號EAL-0750~EAL-0755、EAL-0779~EAL-0792）低底盤電動公車陸續上路營運。
- 2024年8月19日 回歸接駛33路。
- 2024年9月1日 168東/西路線調整改走四維路，取消停靠「成功國小」至「凱旋醫院（高師大）」站，新增「自強三路口（四維四路）」至「長青服務中心」站。

### 2025年
- 2025年1月15日 大台南公車77路改由巨業交通接駛。
- 2025年2月11日 76路/77路原端點「歷史博物館」站調整為「三山國王廟」。
- 2025年2月12日 臺南高鐵快捷公車H31路取消延駛「原住民文化會館」、「國平路口」站。

## 外部連結
- 台灣愛巴士交通聯盟 （页面存档备份，存于）
- 台灣愛巴士交通聯盟 高雄市 （页面存档备份，存于）
- 台灣愛巴士交通聯盟 臺南市 （页面存档备份，存于）
- 台灣愛巴士交通聯盟的Facebook專頁
- 台灣愛巴士 （页面存档备份，存于）在google+的頁面
- 台灣愛巴士的X（前Twitter）
- YouTube上的ibus・中鹿客運・仁友客運・漢程客運頻道